# Escitia Menor

Principales ciudades antiguas y colonias de Escitia Menor.

Escitia Menor (en griego: Μικρά Σκυθία, Mikrá Skythia) fue en la antigüedad la región rodeada por el Danubio al norte y al oeste del mar Negro, y corresponde a la actual Dobruja, con dos terceras partes en Rumania y una tercera parte - Dobruja Meridional en Bulgaria.
La primera descripción de la región se halla en Heródoto, quien llamó Escitia a la región del norte del delta del Danubio. En el siglo II a. C. en un decreto de Istria en honor de Agatocles, la región era llamada Escitia, mientras que la primera vez que se usa el nombre de Escitia Menor es a principios del siglo I en la Geografía de Estrabón.
Escitia Menor fue habitada por los dacios. Durante esta época fue invadida por los celtas y por los escitas. En el siglo VII a. C. se establecieron varias colonias griegas a orillas del mar Negro.
Formó parte del reino de Dacia y fue conquistada por el Imperio romano. Bajo el dominio romano, primero formó parte de la provincia de Moesia Inferior, pero a la larga se separó de esta última para convertirse en la provincia romana de Scythia.
Posteriormente fue parte de la diócesis de Tracia y luego pasó al dominio del Imperio bizantino, conservando hasta ese momento el nombre de Escitia Menor.
Debido a que la región fue destinada al olvido de la historia durante el período de las grandes migraciones (período en el que un gran número de pueblos germánicos comenzaron a emigrar a partir del siglo IV), el nombre clásico cayó en desuso.